# 嘉蘭島
嘉蘭島（Tol Galen）是托爾金（J. R. R. Tolkien）奇幻小說的虛構島嶼。
嘉蘭島是位於歐西瑞安（Ossiriand）南部阿杜蘭特河（Adurant）上的一個綠色島嶼。貝倫（Beren）和露西安（Lúthien）在嘉蘭島上度過餘生。